# 阿德利諾 (新墨西哥州)
阿德利諾（英語：Adelino）是位於美國新墨西哥州巴倫西亞縣的普查規定居民點。

## 人口
根據2020年美國人口普查的數據，阿德利諾的面積為7.73平方千米，皆為陸地。當地共有人口735人，而人口密度為每平方千米95.08人。